# الناصر البدوي
الناصر البدوي هو لاعب كرة قدم تونسي سابق كان يشغل خطة حارس مرمى.
بدأ الناصر البدوي مسيرته الرياضية في المستقبل الرياضي بالمرسى ثم غادر هذا الفريق ليلتحق بالترجي الرياضي التونسي وقد كان حارس الفريق الأول في هذا الوقت شكري الواعر. وبعد عجز الناصر على منافسة هذا الحارس، غادر الترجي كذلك للالتحاق بالنادي الرياضي الصفاقسي حيث بقي إلى نهاية مسيرته.
مع ناديه الجديد، تمكّن الناصر البدوي من الظفر بثنائي تونس لسنة 1995، أي البطولة والكأس، ثمّ تمكّن كذلك من الفوز معه بكأس الاتحاد الافريقي للأندية 1998 وهو أول بطولة قارية تحصل عليها هذا النادي في تاريخه وفي تاريخ مدينة صفاقس. وبعد ذلك نجح في الظفر ببطولة الأندية العربية لأبطال الدوري سنة 2000. وأثناء كل فترة نشاطه كان يدعى إلى المنتخب الوطني التونسي من حين إلى آخر، لكنه لم يكن أبدا حارسه الأوّل.
اعتزل اللعب بعد فترة، وأصبح مسيّرا إداريا في النادي الرياضي الصفاقسي، وقد نجح في الظفر بعديد الألقاب معه في الفترة الممتدة بين 2004 و2015.

## روابط خارجية
- الناصر البدوي على موقع قاعدة بيانات كرة القدم.إي يو (الإنجليزية)
- الناصر البدوي على موقع ناشيونال فوتبول تيمز (الإنجليزية)
- الناصر البدوي على موقع عالم كرة القدم.نت (الإنجليزية)